# Новоюзеєво
Новоюзе́єво (рос. Новоюзеево, башк. Яңы Йүзәй) — село у складі Шаранського району Башкортостану, Росія. Входить до складу Нижньоташлинської сільської ради.
Населення — 119 осіб (2010; 131 у 2002).
Національний склад:
- росіяни — 70 %